# Скоррадалсватн
Скоррадалсватн (ісл. вимова: [ˈskɔrraˌtalsˌvahtn̥]) — озеро на заході Ісландії. Воно розташоване у вузькій долині між Хваль-фьордом і долиною Reykholtsdalur (див Reykholt). Його довжина становить близько 15 км.
Навколо озера є кілька високих гір, наприклад Скардшеїрі. Береги озера досить лісисті через відновлення лісів, розпочате урядовою ініціативою. Отже, долина трохи схожа на деякі регіони в Альпах, наприклад, поблизу Зальцбурга в Австрії.
Озеро також є водосховищем, завдяки чому рівень водної поверхні підвищений.
На березі немає сіл, але багато дачних будинків.